# Demiin
Demiin (häufig auch Damin geschrieben) war eine zeremonielle Sprache, die von den Männern des Lardil- (ausgesprochen Leerdil) und des Yangkaal-Stammes gesprochen wurde, die die zweite Initiationsstufe erreicht hatten. Beide Stämme bewohnen Inseln im Golf von Carpentaria; die Leerdil leben auf Mornington Island, der größten Insel der Wellesley-Gruppe, und die Yangkaal auf der Forsyth-Insel. Ihre Sprachen gehören der gleichen Familie an, der Tankic-Sprachfamilie (Tangka bedeutet Person in allen Tangkic-Sprachen). Im Vergleich zu den anderen Mitgliedern dieser Sprachfamilie hat sich Leerdil am weitesten weg von den anderen entwickelt, während die anderen Mitglieder dieser Familie untereinander und mit Yangkaal kommunizieren können. Das Leerdil-Wort Demiin kann als still sein übersetzt werden.

## Zeremonien
Die Leerdil kennen zwei Initiations-Zeremonien für Männer, zum einen die Luruku-Zeremonie, die mit Zirkumzision verbunden ist, und die Warama-Zeremonie, die mit Subinzision verbunden ist. Es gibt keine Zeremonien für Frauen, obwohl Frauen eine wichtige Rolle in beiden Zeremonien spielen, insbesondere in der Luruku-Zeremonie.
Man stößt manchmal auf die Behauptung, dass Demiin eine Geheimsprache war, aber das ist insofern irreführend, als dass es keinen Versuch gab, den Gebrauch von Demiin vor den nicht initiierten Mitgliedern der Leerdil zu verbergen. Auf der anderen Seite aber wurde Demiin nur während der Warama-Zeremonien gelehrt und deshalb unter vollständigem Ausschluss der nicht initiierten Mitglieder. Es ist weiterhin mindestens ein Stammesältester bekannt, der über exzellente Kenntnisse des Demiin verfügte, obwohl er keine Warama-Zeremonien absolviert hatte. Dabei scheint es sich aber um einen Einzelfall gehandelt zu haben.
Demiin-Lexeme waren in verschiedene semantische Felder unterteilt. Der Lernprozess fand (idealerweise) in einer einzigen Sitzung statt und bestand darin, dass dem Kandidaten jeweils einzelne Lexeme zugerufen wurden. Jedes Mal, wenn ein neues Lexem eingeführt wurde, gab ein zweiter Sprecher das Leerdil-Äquivalent bekannt. Normalerweise waren aber mehrere Sitzungen nötig, bis ein Kandidat die notwendigen Grundzüge beherrschte, um Demiin in der Öffentlichkeit zu benutzen. Mindestens ein Sprecher behauptete, dass er Demiin in einer einzigen Sitzung gelernt hatte; auf der anderen Seite sind zwei Warama-Älteste bekannt, die zugaben, über keine ausreichenden Demiin-Kenntnisse zu verfügen.
Die Kandidaten, die erst einmal erfolgreich Demiin gelernt hatten, wurden als Demiinkurlda (Demiin-Besitzer) bezeichnet. Sie benutzten die Sprache besonders im rituellen Kontext, aber ebenso im Alltagsleben, bei Gruppentreffen, bei der Verbreitung von Klatsch und Ähnlichem.

## Grammatikalische Struktur
Demiin ist vor allem dafür bekannt, dass es die einzige Sprache außerhalb von Afrika ist, in der Klicklaute vorkommen.
Mit ungefähr 150 Lexemen hatte Demiin ein sehr viel beschränkteres Vokabular als das normale Leerdil. Jedes Demiin-Wort entsprach mehreren Leerdil-Wörtern. Demiin hatte beispielsweise nur zwei Personalpronomen, nämlich (n!a „ich“ und n!u „nicht ich“), im Vergleich zu den 19 Personalpronomen von Leerdil. Außerdem benutzte Demiin, bis auf wenige Ausnahmen, alle grammatikalischen Affixe von Leerdil. Demiin verwendete zum Beispiel ein antonymisches Präfix kuri- (z. B. tjitjuu „klein“, kuritjitjuu „nicht klein“ = „groß“). Das Demiin der Leerdil und der Yangkaal sind grammatisch beinahe identisch, bis auf einige kleine Unterschiede bei der Suffixbildung.

### Phonetik
Demiin hatte drei der vier Leerdil-Vokale, nämlich [⁠a⁠], [aː], [⁠i⁠], [iː], [⁠u⁠] und [uː] in Wortstämmen, und einen vierten Vokal, [⁠ə⁠] bzw. [əː] bei den Suffixen.

#### Konsonanten von Demiin
Es hatte dieselben egressiven Konstanten wie das normale Leerdil, aber dies wurde um vier zusätzliche Luftstrommechanismen erweitert:
- - velarisch ingressiv: nasale Klicks,
  - glottalisch egressiv: ein velarer Ejektiv,
  - pulmonal ingressiv: lateraler Frikativ,
  - velarisch egressiv: ein bilabialer 'Spurt'.

Die folgende Tabelle stellt die Demiin-Konsonanten in der praktischen Orthographie und im IPA dar:
|                        | bilabial | lamino- dental oder -alveolar | apiko- alveolar | apiko- postalveolar | laminal postalveolar | velar   |
| ---------------------- | -------- | ----------------------------- | --------------- | ------------------- | -------------------- | ------- |
| Plosive                | b [⁠p⁠]    | th [t̻]                        | d [t̺]           | rd [t˞]             | tj [t̠]               | k [⁠k⁠]   |
| Nasale Plosive         | m [⁠m⁠]    | nh [n̻]                        | n [n̺]           | rn [n˞]             | ny [n̠]               | ng [⁠ŋ⁠]  |
| Flaps                  |          |                               | rr [⁠ɾ⁠]          |                     |                      |         |
| Approximanten          | (w [⁠w⁠])  |                               | r [⁠ɹ⁠]           |                     | y [⁠j⁠]                | w [⁠w⁠]   |
| Laterale Approximanten |          |                               | l [⁠l⁠]           |                     |                      |         |
| Nasale Klicks          | m! [ŋʘ]  | nh! [ŋǀ]                      | n! [ŋǃ]         | rn! [ŋǃ˞]           |                      |         |
| Ejektive               |          |                               |                 |                     |                      | k' [kʼ] |
| Ingressive Frikative   |          |                               | L [ɬ↓]          |                     |                      |         |
| Egressive Klicks       | p' [kʘ↑] |                               |                 |                     |                      |         |

## Der Ursprung von Demiin
Der Ursprung von Demiin ist unklar. Gemäß den Leerdil und den Yangkaal wurde Demiin von einer mythologischen Gestalt in der Traumzeit erschaffen, während Linguisten wie K. Hale annehmen, dass die Sprache von Stammesältesten erfunden wurde. N. Evans u. a. vermuten sogar, nachdem sie die Mythen beider Stämme untersucht haben, dass es die Stammesältesten der Yangkaal waren, die Demiin erfanden und dies an die Leerdil weitergaben und nicht umgekehrt.

## Aktuelle Situation
Die kulturellen Traditionen der Leerdil und der Yangkaal sind seit mehreren Jahrzehnten im Abstieg begriffen und die Sprachen beider Gruppen sind beinahe ausgestorben. Die letzte Warama-Zeremonie wurde in den 1950er Jahren abgehalten; daher wird Demiin heute weder von den Leerdil noch von den Yangkaal benutzt. Dennoch begann vor einiger Zeit eine Wiederbelebung kultureller Traditionen, und kürzlich wurde eine Luruku-Zeremonie begangen. Es bleibt abzuwarten, ob auch die Warama-Zeremonie wiederbelebt wird.